# Línea arcuata de la vaina de los músculos rectos abdominales
La línea arcuata, línea arqueada del abdomen, línea semicircular, línea de Douglas o arco de Douglas, es una línea horizontal que delimita el borde inferior de la capa posterior de la vaina de los músculos rectos abdominales. También es donde los vasos epigástricos inferiores perforan el recto del abdomen.
Superior a la línea arqueada, la aponeurosis del oblicuo interno se divide, recubriendo al músculo recto abdominal tanto anterior como posteriormente. La lámina anterior, junto con la aponeurosis del músculo oblicuo externo, conforma la capa anterior de la vaina. La lámina posterior y la aponeurosis del músculo transverso del abdomen constituyen la capa posterior.
Inferior a la línea arqueada, las aponeurosis de los tres músculos se unen, y la vaina se dispondrá únicamente anterior al recto abdominal. Por lo tanto, por debajo de la línea arqueada, el recto del abdomen se apoya directamente a la fascia transversal.
La línea arqueada se produce a un tercio de la distancia entre el ombligo y la cresta del pubis, pero varía de una persona a otra.